# Campeonato Europeu de Corrida de Montanha de 2011
O 17º Campeonato Europeu de Corrida de Montanha de 2011 foi organizada pela Associação Europeia de Atletismo na cidade de Uludağ na Turquia no dia 9 de julho de 2011. Contou com a presença de 213 atletas em quatro categorias, tendo como destaque a Turquia com nove medalhas, sendo quatro de ouro.

## Resultados
Esses foram os resultados da competição.

### Sênior masculino
Individual 
| Posição           | Atleta               | País        | Tempo   |
| ----------------- | -------------------- | ----------- | ------- |
| Medalha de ouro   | Ahmet Arslan         | Turquia     | 58.08   |
| Medalha de prata  | Gabriele Abate       | Itália      | 58.40   |
| Medalha de bronze | Bernard Dematteis    | Itália      | 59.41   |
| 4                 | Suleyman Buyukbezgin | Turquia     | 59.56   |
| 5                 | Alex Baldaccini      | Itália      | 1:00.25 |
| 6                 | Jones Andy           | Reino Unido | 1:00.39 |
| 7                 | Anders Kleist        | Suécia      | 1:00.47 |
| 8                 | Georges Burrier      | França      | 1:01.03 |
| 9                 | David Schneider      | Suíça       | 1:01.07 |
| 10                | Robert Krupicka      | Chéquia     | 1:01.26 |

Equipe 
| Posição           | Equipe  | Pontos |
| ----------------- | ------- | ------ |
| Medalha de ouro   | Itália  | 10     |
| Medalha de prata  | Turquia | 32     |
| Medalha de bronze | França  | 36     |

### Sênior feminino
Individual 
| Posição           | Atleta                  | País        | Tempo |
| ----------------- | ----------------------- | ----------- | ----- |
| Medalha de ouro   | Martina Strähl          | Suíça       | 48.44 |
| Medalha de prata  | Antonella Confortola    | Itália      | 49.09 |
| Medalha de bronze | Lucija Krkoc            | Eslovênia   | 49.24 |
| 4                 | Valentina Belotti       | Itália      | 49.40 |
| 5                 | Marina Ivanova          | Rússia      | 49.57 |
| 6                 | Pavla Matyasova-Schorna | Chéquia     | 50.10 |
| 7                 | Alex.Frumuz Cristina    | Roménia     | 50.20 |
| 8                 | Bernadette Meier        | Suíça       | 50.22 |
| 9                 | Kirsten Melkevik        | Noruega     | 50.34 |
| 10                | Emma Clayton            | Reino Unido | 50.53 |

Equipe 
| Posição           | Equipe | Pontos |
| ----------------- | ------ | ------ |
| Medalha de ouro   | Itália | 22     |
| Medalha de prata  | Rússia | 28     |
| Medalha de bronze | Suíça  | 38     |

### Júnior masculino
Individual 
| Posição           | Atleta                | País     | Tempo |
| ----------------- | --------------------- | -------- | ----- |
| Medalha de ouro   | Nuri Komur            | Turquia  | 43.08 |
| Medalha de prata  | Anmez Dagos           | Turquia  | 43.12 |
| Medalha de bronze | Murat Orkan           | Turquia  | 43.40 |
| 4                 | Gheorgy Szabolcs I.   | Roménia  | 45.27 |
| 5                 | Anton Palzer          | Alemanha | 45.41 |
| 6                 | Mnir Koclardan        | Turquia  | 45.58 |
| 7                 | Matej Travnicek       | Chéquia  | 46.24 |
| 8                 | Stanislav Mokin       | Rússia   | 46.36 |
| 9                 | Jean-Baptiste Salamin | Suíça    | 46.48 |
| 10                | Enrico Lembo          | Itália   | 47.00 |

Equipe 
| Posição           | Equipe  | Pontos |
| ----------------- | ------- | ------ |
| Medalha de ouro   | Turquia | 6      |
| Medalha de prata  | Chéquia | 39     |
| Medalha de bronze | Itália  | 43     |

### Júnior feminino
Individual 
| Posição           | Atleta                  | País     | Tempo |
| ----------------- | ----------------------- | -------- | ----- |
| Medalha de ouro   | Denisa Dragomir         | Roménia  | 21.50 |
| Medalha de prata  | Yasemin Can             | Turquia  | 22.00 |
| Medalha de bronze | Sevilay Eytemis         | Turquia  | 22.46 |
| 4                 | Susanne Mair            | Áustria  | 22.54 |
| 5                 | Rebeca Rus              | Roménia  | 23.31 |
| 6                 | Sonia Pinto             | Portugal | 23.45 |
| 7                 | Ekaterina Ivonina       | Rússia   | 23.46 |
| 8                 | Zeynep Atalay           | Turquia  | 23.46 |
| 9                 | Jana Hinterholzingerova | Chéquia  | 23.48 |
| 10                | Matea Parlov            | Croácia  | 23.50 |

Equipe 
| Posição           | Equipe  | Pontos |
| ----------------- | ------- | ------ |
| Medalha de ouro   | Turquia | 5      |
| Medalha de prata  | Roménia | 6      |
| Medalha de bronze | Áustria | 16     |

## Quadro de medalhas
| Ordem | País      | Medalha de ouro | Medalha de prata | Medalha de bronze | Total |
| ----- | --------- | --------------- | ---------------- | ----------------- | ----- |
| 1     | Turquia   | 4               | 3                | 2                 | 9     |
| 2     | Itália    | 2               | 2                | 2                 | 6     |
| 3     | Roménia   | 1               | 1                | 0                 | 2     |
| 4     | Suíça     | 1               | 0                | 1                 | 2     |
| 5     | Chéquia   | 0               | 1                | 0                 | 1     |
| 5     | Rússia    | 0               | 1                | 0                 | 1     |
| 7     | Áustria   | 0               | 0                | 1                 | 1     |
| 7     | França    | 0               | 0                | 1                 | 1     |
| 7     | Eslovênia | 0               | 0                | 1                 | 1     |